# Samir Gharbo
Samir Ahmed Gharbo (in arabo سمير أحمد غرب‎?; Suez, 13 marzo 1925 – Columbus, 10 aprile 2018) è stato un nuotatore e pallanuotista egiziano.

## Biografia
Ha rappresentato l'Egitto ai Giochi olimpici estivi di Londra 1948 ed ai Giochi olimpici estivi di Helsinki 1952 nel torneo di pallanuoto.
Ai Giochi del 1948, era stato selezionato come nuotatore, per partecipare alla Staffetta 4x200m sl, ma alla fine non gareggiò.
Ai Giochi del Mediterraneo del 1951, ha vinto 1 argento nella pallanuoto.